# Hagens Berman-Supermint
El Hagens Berman-Supermint (Código UCI: HBS) es un equipo ciclista femenino de Estados Unidos de categoría UCI Women's Team, máxima categoría femenina del ciclismo en ruta a nivel mundial.

## Material ciclista
El equipo utiliza bicicletas Supermint y componentes Shimano

## Clasificaciones UCI
Las clasificaciones del equipo y de su ciclista más destacado son las siguientes:
| Temporada | Clasificación por equipos | Mejor corredor           | Posición                 |
| 2016      | 32.º                      | Yevgeniya Vysotska       | 134.º                    |
| 2017      | 30.º                      | Ninguna corredora puntuó | Ninguna corredora puntuó |

## Palmarés
Para años anteriores véase: Palmarés del Hagens Berman-Supermint.

### Palmarés 2019

#### UCI WorldTour 2019
| Fechas | Carreras | Ganadora |
|        |          |          |

#### Calendario UCI Femenino 2019
| Fechas     | Carreras                      | Ganadora         |
| 27 de mayo | Winston Salem Cycling Classic | Leigh Ann Ganzar |

#### Campeonatos nacionales
| Fechas | Carreras | Ganadora |
|        |          |          |

## Plantillas
Para años anteriores, véase Plantillas del Hagens Berman-Supermint

### Plantilla 2019
| Integrantes del equipo 2019 | Integrantes del equipo 2019 | Integrantes del equipo 2019               | Integrantes del equipo 2019 |
| Corredor                    | Fecha de nacimiento         | Equipo previo                             |                             |
| --------------------------- | --------------------------- | ----------------------------------------- | --------------------------- |
| Whitney Allison             | 1 de marzo de 1988          |                                           |                             |
| Jessica Cerra               | 1 de mayo de 1982           | Twenty16-Ridebiker (2016)                 |                             |
| Leigh Ann Ganzar            | 8 de septiembre de 1989     |                                           |                             |
| Lindsay Bayer               | 31 de octubre de 1984       | BMW p/b Happy Tooth Dental (2015)         |                             |
| Julie Kuliecza              | 4 de noviembre de 1980      | Pepper Palace-The Happy Tooth (2015)      |                             |
| Harriet Owen                | 16 de diciembre de 1993     | Meteor-Intelligentsia (2018)              |                             |
| Liza Rachetto               | 30 de enero de 1974         | BMW p/b Happy Tooth Dental (2015)         |                             |
| Starla Teddergreen          | 11 de diciembre de 1979     | Fearless Femme-Haute Wheels Racing (2015) |                             |
| Aimee Vasse                 | 22 de julio de 1978         | CMAX Dila-Guerciotti-Cogeas (2007)        |                             |
| Lily Williams               | 24 de junio de 1994         |                                           |                             |
|                             |                             |                                           |                             |
| Fuente: UCI                 |                             |                                           |                             |

Nota: Whitney Allison